# Locmaria-Plouzané
Locmaria-Plouzané (bret. Lokmaria-Plouzane) – miejscowość i gmina we Francji, w regionie Bretania, w departamencie Finistère.
Według danych na rok 1990 gminę zamieszkiwało 3589 osób, a gęstość zaludnienia wynosiła 155 osób/km² (wśród 1269 gmin Bretanii Locmaria-Plouzané plasuje się na 137. miejscu pod względem liczby ludności, natomiast pod względem powierzchni na miejscu 424.).